# Alpinestars
Alpinestars – włoska firma produkująca ubiór ochronny przeznaczony dla sportów motocyklowych i wyścigów samochodowych (Moto GP, Motocross, Formuła 1 oraz NASCAR), jak również sportów ekstremalnych. Produkuje też odzież sportową.

## Historia
Nazwa przedsiębiorstwa pochodzi od włoskiego słowa stelle alpine, co w tłumaczeniu na język angielski oznacza alpine stars.
Firma została założona w roku 1963 przez Santego Mazzarolo we włoskim mieście Asolo. Początkowo produkowała obuwie narciarskie i wspinaczkowe, jednak szybko skupiła się na butach do motocrossu. W latach 90. rozpoczęła produkcję wszelkiego rodzaju odzieży ochronnej, od rękawiczek i kurtek, po pełne skórzane kombinezony motocyklowe. W latach 1991–1996 sprzedawano też rowery górskie sygnowane marką Alpinestars. Dziś firma posiada biura w Los Angeles i Tokio, lecz siedziba oraz główne ośrodki badawcze i laboratoria pozostają w Północnych Włoszech.
Obecnie kompanią zarządza syn założyciela, Gabriele Mazzarolo. Firma jest powszechnie znanym producentem rękawiczek, kombinezonów, butów i ochraniaczy.

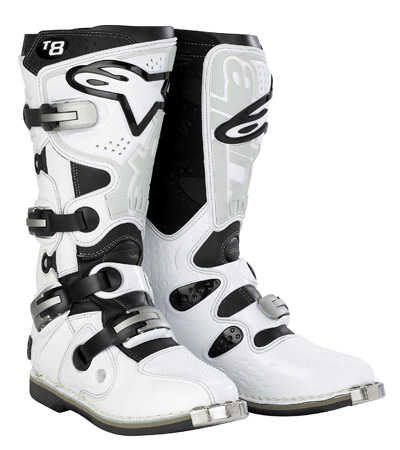
Buty Alpinestars Tech 8

## Zawodnicy korzystający z odzieży Alpinestars

### Sporty motocyklowe

#### MotoGP[2]
- Héctor Barberá
- Cameron Beaubier
- Andrea Dovizioso
- Toni Elías
- Nicky Hayden
- John Hopkins
- Mika Kallio
- Roberto Locatelli
- Marc Márquez
- Dani Pedrosa
- Casey Stoner

#### World Superbike, AMA Superbike[3]
- Shane Byrne
- Carlos Checa
- Troy Corser
- Jamie Hacking
- Noriyuki Haga
- Roger Lee Hayden
- Tommy Hayden
- Ryuichi Kiyonari
- Eugene Laverty
- Karl Muggeridge
- Garry McCoy
- Broc Parkes
- Johnny Rea
- Ben Spies

### Sporty samochodowe

#### Formuła 1[4]
- Kevin Magnussen
- Daniel Ricciardo
- Sergio Pérez
- Esteban Ocon
- Lance Stroll
- Romain Grosjean
- Daniił Kwiat
- Pierre Gasly
- George Russell
- Nicholas Latifi

#### NASCAR[5]
- Kurt Busch
- Kyle Busch
- Jeff Gordon
- Jimmie Johnson
- Casey Mears